# Gueorgui Plekhànov
Gueorgui Valentínovitx Plekhànov (Георгий Валентинович Плеханов) (11 de desembre de 1856 - 30 de maig de 1918; segons l'antic calendari: 29 de novembre de 1856 - 17 de maig de 1918) va ser un revolucionari rus, teòric i propagandista del marxisme. Va ser un dels fundadors, el 1883, del grup marxista Emancipació del Treball, i després, del Partit Obrer Socialdemòcrata Rus (POSDR), el 1898. Va contribuir a moltes idees marxistes en el camp de la filosofia, va polemitzar amb els revolucionaris de Naródnaia Vólia i amb el populisme, el terrorisme, l'anarquisme i el liberalisme, i va contribuir a la difusió del marxisme entre els obrers i els intel·lectuals de Rússia.
Després de la divisió del POSDR en el segon congrés, el 1903, Plekhànov es va agrupar amb la fracció menxevic. Durant la I Guerra Mundial va donar suport al bàndol rus, cosa que va aguditzar el seu enfrontament amb els bolxevics, oposats a la guerra. Va donar suport la Revolució de Febrer de 1917, però es va oposar a la Revolució d'Octubre, encara que no va participar en la lluita contra el poder. En les seves activitats polítiques va adoptar el nom de guerra de Volgin, pel riu Volga. Alguns han comentat que el seu pseudònim va influenciar el famós revolucionari Vladímir Ílitx Uliànov, que va adoptar el nom de Lenin per ressaltar la seva oposició política a Plekhànov. De Lenin va dir en el seu testament polític: 
- "És la meva criatura, però la seva revolució serà una desgràcia per a tot el moviment obrer."
- "No haver comprès la meta real d'aquest fanàtic maximalista ha estat el meu error més gran."

## Obres
- El concepte del materialisme de la història
- El paper de l'individu a la història
- Contra l'anarquisme
- Problemes fonamentals del marxisme